# Вільямантілья
Вільямантілья (ісп. Villamantilla) — муніципалітет в Іспанії, у складі автономної спільноти Мадрид. Населення — 952 особи (2010).
Муніципалітет розташований на відстані близько 55 км на захід від Мадрида.
На території муніципалітету розташовані такі населені пункти: (дані про населення за 2010 рік)
- Вільямантілья: 941 особа
- Ла-Агілара: 0 осіб
- Ель-Боске: 0 осіб
- Серромесіно-і-Галапагера: 10 осіб
- Лас-Меркадас: 1 особа
- Ель-Монте: 0 осіб

## Демографія
Динаміка населення (INE ):